# Antão Martins de Chaves
Antão Martins de Chaves (? - Roma, 11 de Julho de 1447) foi um cardeal português, Bispo do Porto e arcipreste da Basílica de São João de Latrão.

## Biografia
Segundo uns, teria nascido em Chaves; de acordo com outros, no Porto, cidade da qual veio a ser nomeado bispo, em 1424, tendo passado a maior parte do tempo fora do país e exercido o governo da diocese através da delegação de poderes num vigário-geral.
O papa enviou-o a Constantinopla a fim de o imperador oriental enviar delegados ao concílio de Basileia; foi bem sucedido, e o Eugénio IV fê-lo cardeal-presbítero em 1439, com o título de São Crisógono.
Uma vez em Roma (1440), desenvolveu intensa actividade em favor dos peregrinos portugueses, tendo feito ampliar o hospital-albergaria fundado por uma rica senhora ulixibonense em 1363, e que está na base do moderno Instituto de Santo António dos Portugueses.
Viria a falecer em Roma, em 1447. O seu túmulo encontra-se na Arquibasílica de São João de Latrão, na Cidade Eterna. Nele pode-se ler a seguinte inscrição:
O que traduzido dá:

## Conclaves
- Conclave de 1447 – participou da eleição do Papa Nicolau V.